# Microsoft Windows
Microsoft Windows (englische Aussprache [ˈmaɪ.kɹoʊ.sɒft ˈwɪn.doʊz]) bzw. Windows ist eine Reihe proprietärer grafischer Betriebssystemfamilien von Microsoft.

## Allgemeines und Begriff
Der Begriff Windows (englisch, Plural für „Fenster“) ist eine Bezeichnung für Software-Oberflächenelemente und geht auf das in den frühen 1970er Jahren im Xerox PARC entwickelte WIMP-Paradigma (Window, Icon, Menu, Pointing-Device) für den Aufbau von Benutzerschnittstellen zurück. Microsoft Windows gehört zu den grafischen Betriebssystemen, die dieses Paradigma umsetzen. Oft steht Windows – wie auch der Begriff Windows-PC für Windows auf der x86-Architektur des ursprünglichen IBM PC – als Plattform und Spieleplattform für Programme und Computerspiele, die unter Windows-Versionen laufen, die zur Zeit ihrer Veröffentlichung unterstützt wurden. Als Windows CE wird das Betriebssystem auch in eingebetteten Geräten eingesetzt; es ist außerdem Betriebssystem aller Generationen der Xbox-Konsolen.
Windows-Programme bzw. Windows-Spiele können auch unter neueren (selten auch älteren) Versionen von Windows genutzt werden, obwohl weder Microsoft noch der Hersteller dafür Gewährleistungen abgeben. Teils gibt es auch Updates oder Patches, die Kompatibilität zu einer neueren (oder älteren) Windows-Version herstellen.
Das ursprüngliche Windows der 1980er Jahre war eine grafische Erweiterung für die PC-Plattform und PC-kompatibles DOS, allen voran MS-DOS (als „DOS-PC“ mit dem nahezu identischen PC DOS als Referenz-Plattform). Ähnliche konkurrierende Systeme waren beispielsweise das klassische Mac OS (von dem es inspiriert war), GEM oder PC/GEOS. Dieser ursprüngliche grafische DOS-Aufsatz wurde mit Windows 95 um einen überarbeiteten Kernel, der 32-Bit-Windows-API Win32 (für englisch Application Programming Interface, Programmierschnittstelle) und Internetfähigkeit erweitert und bis zur Millennium Edition von Ende 2000 weitergeführt. Für derartige Windows-Betriebssysteme, die auf ein integriertes und mitgeliefertes MS-DOS angewiesen sind, hat sich die Sammelbezeichnung Windows 9x etabliert.
Parallel zur „DOS-Linie“ wurde unter der Leitung von David N. Cutler ab 1988 das auf den Konzepten des Betriebssystems VMS basierende Windows NT entwickelt und als modernere Alternative neben Windows 3.x bzw. Windows 9x positioniert. Da die „NT-Linie“ aber in den 1990er Jahren Ansprüche an die Hardware stellte, die im Umfeld der Heimanwender nicht erfüllbar schienen, konnte Windows 9x trotz der eindeutigen technischen Schwächen durch das DOS-basierte Fundament erst mit der Veröffentlichung von Windows XP 2001 endgültig durch das modernere System ersetzt werden. Seither vertreibt Microsoft für den Desktop nur noch das auf der „NT-Linie“ basierende Windows, das fortan ohne „NT“ im Namen als Microsoft Windows fortgeführt wird.
Windows-Betriebssysteme sind vor allem auf (nicht nur, aber großteils IBM-PC-kompatiblen) Personal Computern, Workstations und Servern verbreitet; daneben existieren Varianten für Geräte wie Smartphones oder PDAs sowie für spezielle Embedded Devices wie etwa vollelektronische Messgeräte und Einzelhandels-Kassensysteme oder für die Anwendung in Kraftfahrzeugen. Kevin Turner, der Chief Operating Officer von Microsoft, nannte auf der Worldwide Partner Conference 2014 einen Gesamt-Marktanteil von 14 Prozent für alle Windows-Varianten. Der weltweite Marktanteil des aktuellen Betriebssystems Windows 10 auf allen Computern lag im Oktober 2020 bei 62,16 %.

## Entwicklung

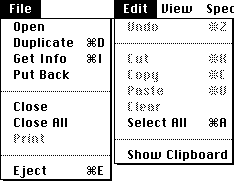
System-1-Menüs (Macintosh, englisch): zu erkennen ist ganz rechts (abgeschnitten) das Spezial-Menü.

Bildschirmfoto von Windows 1.03 (deutsch) mit geöffnetem Menüpunkt „Spezial“

Ursprünglich entwickelte das US-amerikanische Unternehmen Microsoft, mit Ausnahme von Xenix, welches bereits 1980 veröffentlicht wurde, seit Mitte der 1970er-Jahre BASIC für Heimcomputer, das in vielen Modellen – unter anderem im Altair 8800 und im Commodore 64 – die Rolle des Betriebssystems einnahm. Mit MS-DOS brachte Microsoft ein Betriebssystem heraus, das auf der neuen IBM-kompatiblen PC-Architektur verwendet werden konnte. Von seinen Wurzeln in BASIC sagte sich das Unternehmen aber nie gänzlich los und entwickelte unter anderem BASICA für PC DOS und GW-BASIC für MS-DOS. Weitere Anwendungen folgten; unter anderem später QuickBASIC und Visual Basic, dessen erste Version für MS-DOS erschien.
Auch für Apple steuerte Microsoft bereits einen BASIC-Interpreter bei, sowie die Anwendungsprogramme Word und Multiplan (später Excel), die ebenfalls für den Macintosh entwickelt wurden. Inspiriert vom grafischen Betriebssystem von Apple, der Macintosh System Software, das wiederum vom Computer mit dem ersten grafischen Betriebssystem überhaupt – dem Xerox Alto – inspiriert war, entwickelte Microsoft daraufhin die eigene, auf DOS basierte grafische Oberfläche „Interface Manager“, die kurz vor der Veröffentlichung der Version 1.0 1985 in „Windows“ umbenannt wurde.
Schon im Vorfeld drängte Microsoft Apple dazu, die grafische Benutzeroberfläche der Apple Lisa an andere PC-Hersteller zu lizenzieren. Doch Apple wollte nicht auf die eigenen Hardware-Verkäufe verzichten, da rund 55 % der Einnahmen aus den Verkäufen von Apple-Computern stammten. Diese Computer folgten nicht dem IBM-Standard.
Als der damalige CEO von Apple, John Sculley, Windows 1.0 sah, wollte er Microsoft sofort verklagen. Doch Bill Gates setzte Sculley unter Druck, indem er damit drohte, die weit verbreiteten Macintosh-Anwendungen Word und Excel sofort einzustellen, wenn Apple nicht zu Zugeständnissen bereit sei. Obwohl sowohl Apple als auch Microsoft die grafische Benutzeroberfläche, englisch Graphical User Interface (GUI), von Xerox lizenziert hatten, sah Windows 1.0 in einigen Details dem Macintosh-Betriebssystem nur allzu ähnlich – bis hin zum „Spezial“-Menü, das der Macintosh zuerst hatte. Microsoft hatte Prototypen des Macintosh sowie den Quelltext seines System Software genannten Betriebssystems erhalten, um Anwendungsprogramme für die Apple-Plattform zu entwickeln. Microsoft hingegen argumentierte, dass mit der Entwicklung des „Interface Manager“ bereits 1983 begonnen wurde – also noch bevor man den Prototyp des Macintosh zur Verfügung hatte. John Sculley, dem es wichtig war, Anwendungen von Drittherstellern auf der Macintosh-Plattform zu etablieren und der daher auf Word und Excel nicht verzichten wollte, ließ sich am 22. November 1985 schließlich auf einen Vertrag ein, der es Microsoft erlaubte, Windows 1.0 trotz aller Ähnlichkeit zur „System Software“ des Macintosh zu veröffentlichen. Als fast drei Jahre später Windows 2.03 vorgestellt wurde, entschloss sich Apple am 17. März 1988 dennoch, Microsoft wegen Copyright-Verletzung zu verklagen. Über fünf Jahre später, am 24. August 1993, wurde die Klage zugunsten von Microsoft abgewiesen. Da war Microsoft mit Windows 3.0 und 3.1 der Durchbruch bereits gelungen.

## Produktlinien

### Zeitleiste
Das Schaubild stellt einzelne Hauptversionen des Betriebssystems Microsoft Windows anhand der Erscheinungsdaten und aufgegliedert in die Produktlinien auf einer Zeittafel angeordnet dar, die einen besseren Überblick ermöglicht.
| Zeitleiste der Windows-Versionen seit 1985 | Zeitleiste der Windows-Versionen seit 1985 | Zeitleiste der Windows-Versionen seit 1985 | Zeitleiste der Windows-Versionen seit 1985 | Zeitleiste der Windows-Versionen seit 1985 | Zeitleiste der Windows-Versionen seit 1985 | Zeitleiste der Windows-Versionen seit 1985 | Zeitleiste der Windows-Versionen seit 1985 | Zeitleiste der Windows-Versionen seit 1985 | Zeitleiste der Windows-Versionen seit 1985 | Zeitleiste der Windows-Versionen seit 1985 | Zeitleiste der Windows-Versionen seit 1985 | Zeitleiste der Windows-Versionen seit 1985 | Zeitleiste der Windows-Versionen seit 1985 | Zeitleiste der Windows-Versionen seit 1985 | Zeitleiste der Windows-Versionen seit 1985 | Zeitleiste der Windows-Versionen seit 1985 | Zeitleiste der Windows-Versionen seit 1985 | Zeitleiste der Windows-Versionen seit 1985 | Zeitleiste der Windows-Versionen seit 1985 | Zeitleiste der Windows-Versionen seit 1985 | Zeitleiste der Windows-Versionen seit 1985 | Zeitleiste der Windows-Versionen seit 1985 | Zeitleiste der Windows-Versionen seit 1985 | Zeitleiste der Windows-Versionen seit 1985 | Zeitleiste der Windows-Versionen seit 1985 | Zeitleiste der Windows-Versionen seit 1985 | Zeitleiste der Windows-Versionen seit 1985 | Zeitleiste der Windows-Versionen seit 1985 | Zeitleiste der Windows-Versionen seit 1985 | Zeitleiste der Windows-Versionen seit 1985 | Zeitleiste der Windows-Versionen seit 1985 | Zeitleiste der Windows-Versionen seit 1985 | Zeitleiste der Windows-Versionen seit 1985 | Zeitleiste der Windows-Versionen seit 1985 | Zeitleiste der Windows-Versionen seit 1985 | Zeitleiste der Windows-Versionen seit 1985 | Zeitleiste der Windows-Versionen seit 1985 | Zeitleiste der Windows-Versionen seit 1985 | Zeitleiste der Windows-Versionen seit 1985 | Zeitleiste der Windows-Versionen seit 1985 | Zeitleiste der Windows-Versionen seit 1985 |
| ------------------------------------------ | ------------------------------------------ | ------------------------------------------ | ------------------------------------------ | ------------------------------------------ | ------------------------------------------ | ------------------------------------------ | ------------------------------------------ | ------------------------------------------ | ------------------------------------------ | ------------------------------------------ | ------------------------------------------ | ------------------------------------------ | ------------------------------------------ | ------------------------------------------ | ------------------------------------------ | ------------------------------------------ | ------------------------------------------ | ------------------------------------------ | ------------------------------------------ | ------------------------------------------ | ------------------------------------------ | ------------------------------------------ | ------------------------------------------ | ------------------------------------------ | ------------------------------------------ | ------------------------------------------ | ------------------------------------------ | ------------------------------------------ | ------------------------------------------ | ------------------------------------------ | ------------------------------------------ | ------------------------------------------ | ------------------------------------------ | ------------------------------------------ | ------------------------------------------ | ------------------------------------------ | ------------------------------------------ | ------------------------------------------ | ------------------------------------------ | ------------------------------------------ | ------------------------------------------ |
| Typ                                        | 1980er                                     | 1980er                                     | 1980er                                     | 1980er                                     | 1980er                                     | 1990er                                     | 1990er                                     | 1990er                                     | 1990er                                     | 1990er                                     | 1990er                                     | 1990er                                     | 1990er                                     | 1990er                                     | 1990er                                     | 2000er                                     | 2000er                                     | 2000er                                     | 2000er                                     | 2000er                                     | 2000er                                     | 2000er                                     | 2000er                                     | 2000er                                     | 2000er                                     | 2010er                                     | 2010er                                     | 2010er                                     | 2010er                                     | 2010er                                     | 2010er                                     | 2010er                                     | 2010er                                     | 2010er                                     | 2010er                                     | 2020er                                     | 2020er                                     | 2020er                                     | 2020er                                     | 2020er                                     | 2020er                                     |
| Typ                                        | 85                                         | 86                                         | 87                                         | 88                                         | 89                                         | 90                                         | 91                                         | 92                                         | 93                                         | 94                                         | 95                                         | 96                                         | 97                                         | 98                                         | 99                                         | 00                                         | 01                                         | 02                                         | 03                                         | 04                                         | 05                                         | 06                                         | 07                                         | 08                                         | 09                                         | 10                                         | 11                                         | 12                                         | 13                                         | 14                                         | 15                                         | 16                                         | 17                                         | 18                                         | 19                                         | 20                                         | 21                                         | 22                                         | 23                                         | 24                                         | 25                                         |
| 16-Bit-Linie                               | 1.0                                        | 1.0                                        | 2.0                                        | 2.0                                        | 2.0                                        | 3.0                                        | 3.0                                        | 3.1                                        | 3.1                                        | 3.11                                       | 3.11                                       | 3.11                                       | 3.11                                       | 3.11                                       | 3.11                                       | 3.11                                       | 3.11                                       |                                            |                                            |                                            |                                            |                                            |                                            |                                            |                                            |                                            |                                            |                                            |                                            |                                            |                                            |                                            |                                            |                                            |                                            |                                            |                                            |                                            |                                            |                                            |                                            |
| 9x-Linie                                   |                                            |                                            |                                            |                                            |                                            |                                            |                                            |                                            |                                            |                                            | 95                                         | 95                                         | 95                                         | 98                                         | 98                                         | ME                                         | ME                                         | ME                                         | ME                                         | ME                                         | ME                                         | ME                                         |                                            |                                            |                                            |                                            |                                            |                                            |                                            |                                            |                                            |                                            |                                            |                                            |                                            |                                            |                                            |                                            |                                            |                                            |                                            |
| Desktop-OS auf NT-Basis                    |                                            |                                            |                                            |                                            |                                            |                                            |                                            |                                            | NT 3.1                                     | NT 3.1                                     | NT 3.5                                     | NT 3.51                                    | NT 4.0                                     | NT 4.0                                     | NT 4.0                                     | 2000                                       | XP                                         | XP                                         | XP                                         | XP                                         | XP                                         | XP                                         | Vista                                      | Vista                                      | 7                                          | 7                                          | 7                                          | 8                                          | 8.1                                        | 8.1                                        | 10                                         | 10                                         | 10                                         | 10                                         | 10                                         | 10                                         | 11                                         | 11                                         | 11                                         | 11                                         | 11                                         |
| Server-OS auf NT-Basis                     |                                            |                                            |                                            |                                            |                                            |                                            |                                            |                                            | NT 3.1 Server                              | NT 3.1 Server                              | NT 3.5 Server                              | NT 3.51 Server                             | NT 4.0 Server                              | NT 4.0 Server                              | NT 4.0 Server                              | 2000 Server                                | 2000 Server                                | 2000 Server                                | Server 2003                                | Server 2003                                | Server 2003                                | Server 2003 R2                             | Server 2003 R2                             | Server 2008                                | Server 2008 R2                             | Server 2008 R2                             | Server 2008 R2                             | Server 2012                                | Server 2012 R2                             | Server 2012 R2                             | Server 2012 R2                             | Server 2016                                | Server 2016                                | Server 2019                                | Server 2019                                | Server 2019                                | Server 2022                                | Server 2022                                | Server 2022                                | Server 2025                                | Server 2025                                |
| Tablet Arm-OS auf NT-Basis                 |                                            |                                            |                                            |                                            |                                            |                                            |                                            |                                            |                                            |                                            |                                            |                                            |                                            |                                            |                                            |                                            |                                            |                                            |                                            |                                            |                                            |                                            |                                            |                                            |                                            |                                            |                                            |                                            | RT 8                                       | RT 8                                       | RT 8.1                                     | RT 8.1                                     | RT 8.1                                     | RT 8.1                                     | RT 8.1                                     | RT 8.1                                     | RT 8.1                                     | RT 8.1                                     | RT 8.1                                     |                                            |                                            |
| CE-Linie                                   |                                            |                                            |                                            |                                            |                                            |                                            |                                            |                                            |                                            |                                            |                                            |                                            | CE 1.0                                     | CE 2.0                                     | CE 2.0                                     | CE 3.0                                     | CE 3.0                                     | CE 4.0                                     | CE 4.0                                     | CE 5.0                                     | CE 5.0                                     | CE 6.0                                     | CE 6.0                                     | CE 6.0                                     | CE 6.0                                     | CE 6.0                                     | CE 7.0                                     | CE 7.0                                     | Windows Embedded 8                         | Windows Embedded 8                         | Embedded Compact 2013                      | Embedded Compact 2013                      | Embedded Compact 2013                      | Embedded Compact 2013                      | Embedded Compact 2013                      | Embedded Compact 2013                      | Embedded Compact 2013                      | Embedded Compact 2013                      | Embedded Compact 2013                      |                                            |                                            |
| IoT-Linie                                  |                                            |                                            |                                            |                                            |                                            |                                            |                                            |                                            |                                            |                                            |                                            |                                            |                                            |                                            |                                            |                                            |                                            |                                            |                                            |                                            |                                            |                                            |                                            |                                            |                                            |                                            |                                            |                                            |                                            |                                            |                                            | 10 IoT                                     | 10 IoT                                     | 10 IoT                                     | 10 IoT                                     | 10 IoT                                     | 11 IoT                                     | 11 IoT                                     | 11 IoT                                     | 11 IoT                                     | 11 IoT                                     |
| Smartphone-OS auf CE-Basis                 |                                            |                                            |                                            |                                            |                                            |                                            |                                            |                                            |                                            |                                            |                                            |                                            |                                            |                                            |                                            |                                            |                                            |                                            |                                            |                                            |                                            | Mobile 2003                                | Mobile 2003                                | Mobile 5.0                                 | Mobile 6.0                                 | Mobile 6.1                                 | Mobile 6.5                                 | Phone 7.0                                  | Phone 7.0                                  | Phone 7.0                                  | Phone 7.0                                  | Phone 7.0                                  |                                            |                                            |                                            |                                            |                                            |                                            |                                            |                                            |                                            |
| Smartphone-OS auf NT-Basis                 |                                            |                                            |                                            |                                            |                                            |                                            |                                            |                                            |                                            |                                            |                                            |                                            |                                            |                                            |                                            |                                            |                                            |                                            |                                            |                                            |                                            |                                            |                                            |                                            |                                            |                                            |                                            | Phone 8.0                                  | Phone 8.0                                  | Phone 8.1                                  | 10 Mobile                                  | 10 Mobile                                  | 10 Mobile                                  | 10 Mobile                                  | 10 Mobile                                  |                                            |                                            |                                            |                                            |                                            |                                            |

### DOS-Linie für 16-Bit-Rechner

#### Architektur
Microsoft Windows wurde als grafische Benutzeroberfläche für DOS-Rechner vorgestellt. DOS wurde für Systemzugriffe verwendet. Das änderte sich mit Windows 3.x allmählich. Zwischen Windows-Programmen war nur kooperatives Multitasking verfügbar. Mit Windows for Workgroups wurde eine Version mit integrierter Netzwerkfähigkeit veröffentlicht. Der Namenszusatz wurde ab Windows 95 und in allen Windows-NT-Versionen wieder fallen gelassen.

#### Versionen
| Produktname                 | Erscheinungsdatum |
| --------------------------- | ----------------- |
| Windows 1.0                 | 20. November 1985 |
| Windows 2.0                 | 9. Dezember 1987  |
| Windows 2.1                 | 27. Mai 1988      |
| Windows 2.11                | 13. März 1989     |
| Windows 3.0                 | 22. Mai 1990      |
| Windows 3.1                 | 1. März 1992      |
| Windows 3.11                | Februar 1994      |
| Windows for Workgroups 3.1  | Oktober 1992      |
| Windows for Workgroups 3.11 | November 1993     |

Am 10. November 1983 wurde von Microsoft auf der COMDEX/Fall '83 ein Prototyp mit der Bezeichnung „Interface Manager“ vorgestellt, welcher die erste grafische Benutzeroberfläche von Microsoft für DOS darstellte. Microsofts Marketing-Abteilung entschied jedoch später, nachdem die Entwickler immer von Fenstern sprachen, das System in „Windows“ umzubenennen. Microsoft Windows 1.0x wurde am 20. November 1985 veröffentlicht. Windows 1.0x wurde für 99 US-$ verkauft, war aber kein großer Erfolg, da es so gut wie keine Anwendungen dafür gab. Als Oberfläche dient ein Dateimanager. Die einzelnen Programme müssen anhand ihres Dateinamens ausgewählt werden.

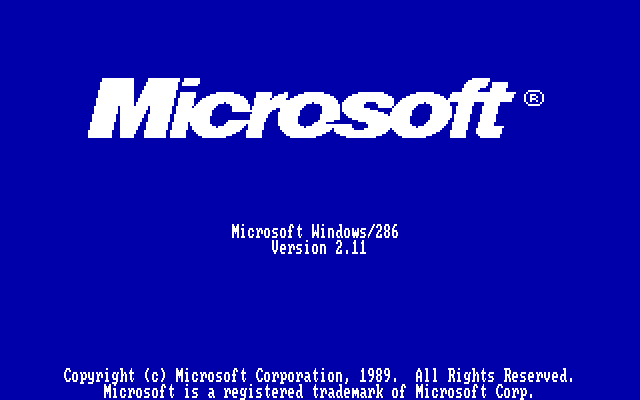
Startbildschirm Windows 2.11

Windows 2.0 wurde im November 1987 veröffentlicht und beinhaltete unter anderem Verbesserungen an der grafischen Benutzeroberfläche. Erstmals wurde auch eine Windows-Version von Microsoft Word und Microsoft Excel veröffentlicht.

Windows for Workgroups 3.11

Windows 3.0 wurde am 22. Mai 1990 veröffentlicht. Windows 3.1, welches am 1. März 1992 folgte, war die erste kommerziell erfolgreiche Version eines Windows-Systems. Windows 3.1x war sehr beliebt, alleine in den ersten 2 Monaten wurden etwa 3 Millionen Lizenzen verkauft. Mit Windows for Workgroups 3.1, Codename „Sparta“, erschien im Oktober 1992 das erste netzwerkfähige Windows. Durch die Nachinstallation des TCP/IP Netzwerkprotokoll-Stack unterstützte Windows for Workgroups 3.11 das Internetprotokoll. Windows 3.2 ist ein Update der Windows-3.1-Version für China, laut Microsoft Knowledge Base wurden neue bzw. verbesserte Eingabeeditoren für die Schrift eingesetzt. Die Win32s-Schnittstelle für Windows 3.1x, die nachinstalliert werden musste, stellte einen Teilsatz der Win32-API aus Windows NT bereit, wodurch einige für Windows NT entwickelte Programme funktionierten.

### DOS-Linie für 32-Bit-Rechner

#### Architektur
Die Windows-9x-Linie basiert auf MS-DOS, besitzt aber einen eigenen 32-Bit-Kernel, der nach dem Systemstart die Systemzugriffe mittels sogenannter VxDs (Virtual Device Driver, virtuelle Gerätetreiber) steuert. Das Win32-API war gegenüber Windows NT 3.1 und Windows NT 3.5 nicht völlig neu, Windows 95 war aber die erste Windows-Version für Heimanwender, die diese benutzte.
Windows 9x erhielt ein angepasstes DOS, während frühere DOS-basierte Windows-Versionen ein vorinstalliertes DOS voraussetzten. Der Start von Windows war (außer in Windows Me) durch einen Eintrag in der Datei MSDOS.SYS verhinderbar, so dass Windows wie in früheren Versionen manuell durch das DOS-Programm WIN.COM startete. Microsoft wollte suggerieren, MS-DOS existiere nicht eigenständig, jedoch war das MS-DOS-Betriebssystem aus jedem Windows 9x ohne Windows lauffähig. Windows 9x unterstützt für 32-Bit-Anwendungen präemptives Multitasking und für Kompatibilität mit Windows-3.x-16-Bit-Anwendungen kooperatives Multitasking. 32-Bit-Prozesse besitzen jeweils eigene virtuelle Adressräume (Speicherschutz), konsequenter Speicherschutz ist jedoch für die Kompatibilität zu Anwendungen, die Hardware direkt ansprechen, nicht gewährleistet – eine der häufigsten Ursachen für den berüchtigten Bluescreen.
Der Begriff „Windows 9x“ leitet sich aus den spezielleren Namen ab, welche die Microsoft-Betriebssysteme ab Mitte der 1990er Jahre erhielten. Von diesem Schema weicht Windows Me ab, welches das letzte DOS-basierte Betriebssystem war. 

#### Versionen
| Produktname   | Codename   | Erscheinungsdatum  |
| ------------- | ---------- | ------------------ |
| Windows 95    | Chicago    | 15. August 1995    |
| Windows 95a   | Nashville  | 14. Februar 1996   |
| Windows 95b   |            | 24. August 1997    |
| Windows 95c   |            | 26. November 1997  |
| Windows 98    | Memphis    | 30. Juni 1998      |
| Windows 98 SE |            | 5. Mai 1999        |
| Windows Me    | Millennium | 14. September 2000 |

Windows 95

Windows 98

Microsoft Windows 95 galt als revolutionär, als es 1995 erschien. In dem 16-/32-Bit-System erfüllt MS-DOS 7.0 (ähnlich wie zuvor bei Windows 3.x PC-kompatibles DOS) die Funktion eines Bootstrappers, ist nun aber Bestandteil von Windows. Auch erlaubt es dank VFAT lange Dateinamen, die länger sind als die unter DOS bis dahin zulässigen acht Zeichen. Innerhalb von vier Tagen wurden die ersten Millionen Exemplare verkauft. In den beiden Folgejahren erschienen Windows 95b und Windows 95c, die USB und FAT32 zur Adressierung von Festplatten von über 2 Gigabyte unterstützen.
Microsoft Windows 98 erschien 1998 als Evolutionsstufe von Windows 95 mit dem Internet Explorer 4.0 und Multimedia-Erweiterungen. Nach Windows 95 ist Windows 98 das zweiterfolgreichste System, die offizielle Unterstützung endete im Jahr 2006. Am 5. Mai 1999 erschien Windows 98 Second Edition (englisch für zweite Ausgabe), welche in überarbeiteter Version den Internet Explorer 5 sowie Verbesserungen in den Bereichen Multimedia und USB enthielt.
Microsoft Windows Millennium Edition erschien 2000 mit Multimedia-Verbesserungen und einer Systemwiederherstellung, um das System auf einen automatischen oder vom Benutzer ausgewählten Zeitpunkt zurückzusetzen. Ferner wurde der Schutz von Systemdateien verbessert. Die Funktion System File Protection (SFP) unterbindet deren Löschung. Zudem enthält Windows Me einige von Windows 2000 übernommene Funktionen.

### NT-Linie

#### Architektur

Windows NT 3.1

Die Windows-NT-Serie besitzt einen neuen Kernel. Das Kürzel NT stand ursprünglich für N-Ten (N10), einen Emulator, auf welchem das System von den NT-Entwicklern in der Anfangsphase betrieben wurde.
Microsoft zufolge ist die Vermutung, NT stehe für New Technology, falsch. Der Name stand zunächst für das von Microsoft und IBM gemeinsam entwickelte Betriebssystem OS/2, welches nur in den 16-bit-Versionen (Versionsnummern 1.x) gemeinsam entwickelt, aber getrennt vermarktet wurde. Mit dem Entwicklungsschritt zu den 32-bit-Versionen (2.x) trennte sich Microsoft von IBM, um das Betriebssystem als Windows NT in Konkurrenz zu OS/2 von IBM weiterzuentwickeln.
Windows NT ist für verschiedene Prozessorarchitekturen konzipiert, während die DOS-basierten Versionen vor allem auf die x86-Prozessor-Architektur beschränkt waren. Die erste Version wurde für IA-32-, MIPS- und Alpha-Prozessoren angeboten. Mit NT 3.51 kam PowerPC hinzu. Während die frühere Entwicklung von Versionen von NT für die Alpha-Architektur von DEC und weiteren nach und nach eingestellt worden ist, so dass Windows 2000 nur noch IA-32 (32-Bit-x86, ab dem i386) unterstützte, wurde mit Windows XP die Unterstützung der x64- (64-Bit-x86, ab dem Opteron; auch bezeichnet als „amd64“) und der Itanium-Architektur („IA-64“) eingeführt. Mit Windows RT wurde die Arm-Architektur (bis 2017 „ARM“ in Großbuchstaben) unterstützt. Seit Windows 8 bzw. Windows Server 2012 unterstützt Microsoft nur noch die x86- und die Arm-Architektur, wobei ab Windows Server 2012 R2 (basierend auf Windows 7) und Windows 11 nur noch 64-Bit-x86 „x64“ unterstützt wird – Versionen davor liefen auch auf 32-Bit-x86 „IA-32“.
MS-DOS wird für IA-32, MIPS, PowerPC und Alpha emuliert, weitgehend namens- und funktionsgleiche Befehle sind als Laufzeitumgebung verfügbar, DOS-Programme können weiter verwendet werden, solange sie keinen direkten Zugriff auf die Hardware erfordern. Spiele laufen daher meist gar nicht oder nur ohne Ton- und Joystick-Unterstützung. 16-Bit-Windows-Programme wurden für MIPS, PowerPC und Alpha ebenfalls emuliert. Auf x64 (x86), IA-64 (Itanium) und Arm fehlt der MS-DOS-Emulator und die Unterstützung für 16-Bit-Windows-Programme.
NT besitzt präemptives Multitasking mit Speicherschutz. Direkte Hardwarezugriffe von Programmen sind (im Gegensatz zur DOS-Linie) durch die strikte Durchsetzung eines Schichtenmodells nicht erlaubt. Beginnend mit Microsoft Windows 2000 wurden die NT-Linie und die Konsumentenvariante von Microsoft Windows vereinheitlicht und in eine gemeinsame Produktlinie überführt. Mit der XP-Version kann die Zusammenführung „unsicherer Multimedia-Versionen, DOS-basiert“ und „sicherer NT-Versionen ohne Multimedia“ als abgeschlossen betrachtet werden.

#### Versionen
Microsoft Windows NT 3.1 war die erste Windows-NT-Ausgabe. Es erschien am 26. Juli 1993 in einer Workstation- und einer Servervariante. Windows NT 3.1 unterstützte x86-Prozessoren ab Intel 80386, MIPS-Prozessoren der Serien R4000 und R4400, später auch Alpha-AXP-Prozessoren. Die Oberfläche entspricht der von Windows 3.1.
Microsoft Windows NT 3.5, Codename „Daytona“, ist im September 1994 erschienen und stellt eine Weiterentwicklung von Windows NT 3.1 dar. Die überarbeitete Version Microsoft Windows NT 3.51 kam im Juni 1995. Windows NT 3.51 unterstützte erstmals PowerPC-Prozessoren, was die hauptsächliche Neuerung war. Dazu wurde vor allem die Win32-API erweitert. Die Workstation- und die Server-Variante wurden klarer voneinander abgegrenzt, als das noch bei NT 3.1 der Fall war.

Windows NT 4.0

Microsoft Windows NT 4.0, Codename „Cairo“, ist am 29. August 1996 erschienen. Anders als Windows NT 3.x hat Windows NT 4.0 fast die gleiche Benutzeroberfläche wie Windows 95. Zunächst wurde Windows NT 4.0, wie auch Windows NT 3.x, in zwei Varianten veröffentlicht, in den Jahren 1996 und 1998 wurden schließlich zwei weitere Server-Varianten des Betriebssystems veröffentlicht.
Microsoft Windows 2000 ist am 17. Februar 2000 erschienen und trägt die NT-Version 5.0. Es bietet eine verbesserte Unterstützung von Geräten und existiert in insgesamt vier unterschiedlichen Varianten. Die Server-Varianten wurden speziell auf unterschiedliche Unternehmensgrößen hin konzipiert und bieten erstmals Active Directory. Windows 2000 unterstützte im Gegensatz zum Vorgänger nur noch x86-Prozessoren.

Windows XP

Microsoft Windows XP, Codename „Whistler“, ist am 25. Oktober 2001 erschienen und trägt die NT-Version 5.1. Es war das bis dahin am besten verkaufte Windows-Betriebssystem und vereint erstmals die großen Produktschienen „Heimanwender“, die bisher aus der DOS-Linie bedient wurden, und „Unternehmen“, die NT-Versionen einsetzten. Die Integration von Multimedia und Internet in das Betriebssystem ist noch weiter vorangeschritten; Teile der Benutzeroberfläche nutzten Komponenten wie Hyperlinks, die man sonst nur in Browsern fand, und auch die vorinstallierte Systemhilfe nutzte Technologien der Webdarstellung. Der Desktop von Windows XP sollte sich vom Grau der früheren Windows-Versionen (und auch der Computer, auf denen sie verkauft wurden) unterscheiden und präsentierte sich in poppigen Farben, mit Verläufen, Schatten und plastisch anmutenden Bedienelementen, wobei blau die vorherrschende Farbe war.

Windows-8-Startbildschirm

Windows-8-Logo

Windows XP führte die Produktaktivierung ein, die das Verwenden von Schwarzkopien verhindern sollte und unter anderem über das Internet erfolgen konnte. Windows XP gibt es in verschiedenen Ausgaben. Die x86-Versionen wurden bei Einführung in drei Editionen vertrieben, der Home Edition und der Professional Edition für die x86-Architektur sowie die Windows XP 64-Bit Edition für die Itanium-Architektur (IA-64). Später wurden weitere Editionen eingeführt. Microsoft Windows XP Embedded erschien am 28. November 2001. Am 28. März 2003 folgte, basierend auf Microsoft Windows Server 2003 x64, eine weitere 64-Bit-Edition, dieses Mal für Itanium-2-Prozessoren. Am 25. April 2005 erschien auf gleicher Basis die Windows XP Professional x64 Edition für x64-Prozessoren. Die Media Center Edition und die Tablet PC Edition erschienen für x86-Prozessoren. 2008 erschien das auf XP aufbauende Windows Embedded Standard 2009.
Microsoft Windows Server 2003 ist im Jahr 2003 als Server-Variante von Windows XP erschienen und trägt die NT-Version 5.2. Die x64-Varianten sind speziell auf die 64-Bit-Architektur zugeschnittene Varianten des Betriebssystems. Des Weiteren erschienen Enterprise und Datacenter auch für Itanium-Prozessoren. Von Windows Server 2003 sind verschiedene Varianten erschienen.

Windows Server 2008 R2

Microsoft Windows Vista, Codename „Longhorn“, ist am 30. November 2006 für Unternehmen und am 30. Januar 2007 für Privatanwender erschienen. Microsoft Windows Server 2008 erschien am 27. Februar 2008. Vista und Server 2008 tragen die NT-Version 6.0. Nach einer ersten Alphaversion Anfang 2002 wurde der Veröffentlichungstermin mehrfach verschoben, dennoch konnten nicht alle ursprünglich geplanten Funktionen verwirklicht werden (beispielsweise die Dateisystemerweiterung WinFS). Die grafische Benutzerschnittstelle wurde überarbeitet, nutzt nun erstmals Hardwarebeschleunigung (wo verfügbar) und bietet die Modi Aero Basic und Aero Glass. Alle Produktvarianten sind sowohl als Versionen für die 32-Bit-Architektur als auch als Versionen für die 64-Bit-Architektur (Windows Vista für x64, Windows Server 2008 auch für IA-64) erschienen. Windows Vista enthält neben den von Windows XP bekannten N-Versionen ohne vorinstallierten Windows Media Player für die Europäische Union auch K-Versionen, die ohne vorinstallierten Windows Media Player und Windows Messenger ausgeliefert werden. Die K-Versionen sind für den südkoreanischen Markt bestimmt. Die Starter-Variante von Windows Vista wurde in Europa nicht veröffentlicht. Insgesamt sind von Vista zehn Varianten erschienen. Von Windows Server 2008 erschienen mehrere Editionen. Windows Server 2008 ist die letzte Server-Version, die x86-Prozessoren unterstützt.

Windows-7-Logo

Microsoft Windows 7 wurde im Jahr 2000 unter dem Codenamen Blackcomb angekündigt und sollte Windows XP ablösen. 2001 entschied sich Microsoft jedoch, zwischen Windows XP und Blackcomb eine weitere Version von Windows zu veröffentlichen, die später Windows Vista genannt wurde. 2006 änderte man außerdem den Codenamen von Blackcomb zu Vienna, später entschied man sich dann für den Namen Windows 7.
Windows 7 und die auf dem gleichen Kernel aufbauende Server-Variante, Microsoft Windows Server 2008 R2, wurden seit dem 22. Oktober 2009 verkauft. Wichtige Veränderungen in Windows Server 2008 R2 zu Windows Server 2008, der Servervariante von Windows Vista, sind z. B. die Unterstützung von 256 logischen CPU-Kernen, der Verzicht auf die Version für 32-bittige x86-Prozessoren und die Einführung von DirectAccess; Windows Server 2008 R2 ist somit nur noch für x86-Systeme mit 64-Bit-Unterstützung und die IA-64-Architektur verfügbar. Das erste Service Pack wurde am 22. Februar 2011 freigegeben.
Microsoft Windows Server 2012, das seit dem 4. September 2012 verfügbar ist, ist der Nachfolger von Windows Server 2008 R2. Am 26. Oktober folgte die Veröffentlichung des auf dem gleichen Kernel basierende Microsoft Windows 8. Im Jahr 2007 wurden für die Entwicklung die Codenamen „Mystic“ und „Orient“ verwendet. Die auffälligste Neuerung war die „Abschaffung“ des Desktop zugunsten einer auf Kacheln basierenden Benutzerschnittstelle, die für Touchscreens neuartiger Geräte gedacht war. Im Januar 2011 wurde auf der Consumer Electronics Show in Las Vegas angekündigt, dass Windows 8 nicht nur die herkömmliche x86-, sondern auch die Arm-Architektur der drei größten Produzenten Nvidia, Qualcomm und Texas Instruments unterstützen werde. Diese Version wird unter dem Namen Microsoft Windows RT vermarktet. Windows Server 2012 dagegen unterstützt nur noch x64 („x86-64“, „amd64“: x86-Prozessoren mit AMD64 oder Intel 64), die Itanium-Unterstützung entfiel. Windows Phone 8 basiert ebenfalls auf dem Windows-NT-6.2-Kernel, während frühere Windows-Phone-Versionen auf dem CE-Kernel basieren. Microsoft verkaufte Windows 8 in den ersten drei Monaten zu einem stark reduzierten Preis.

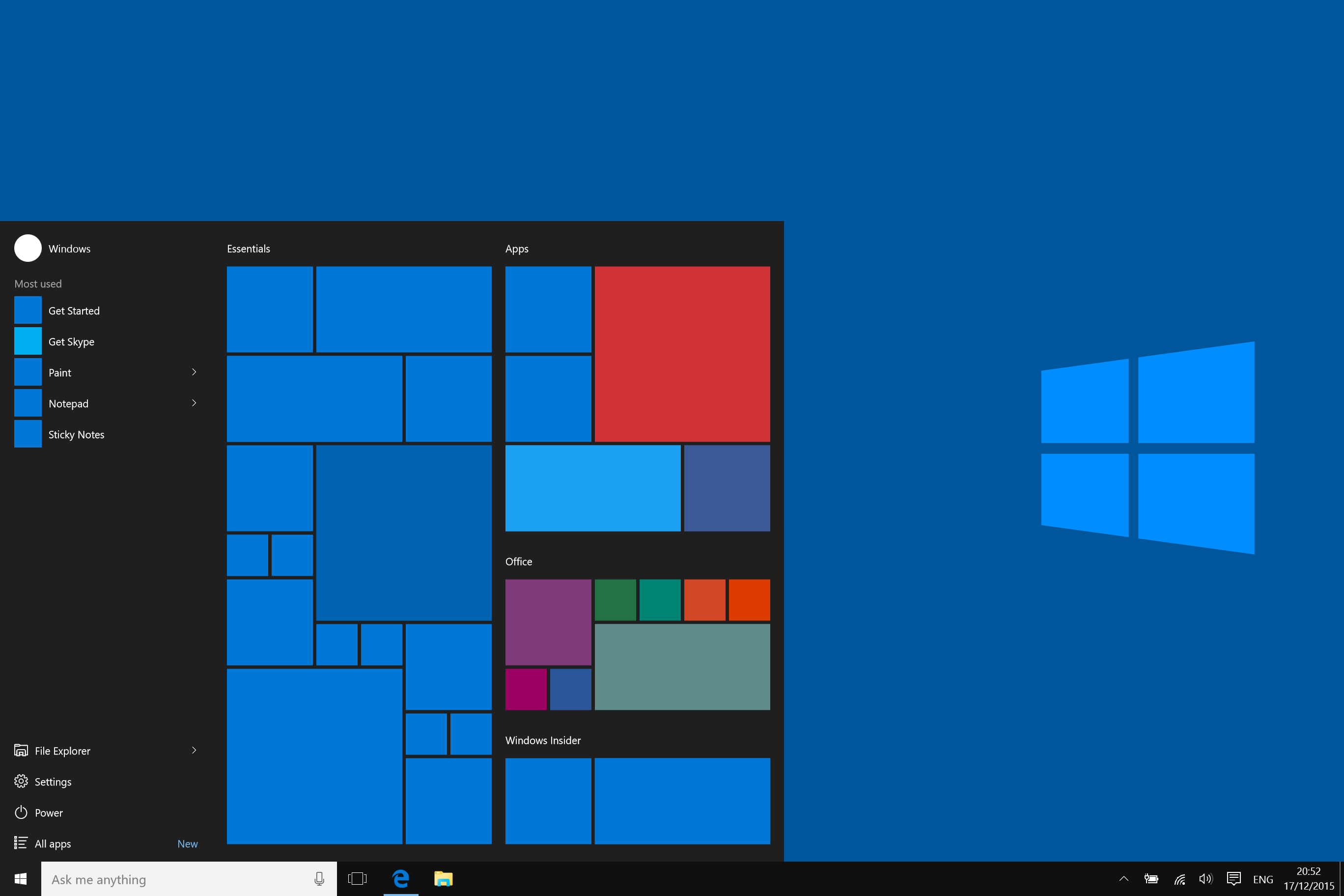
Windows-10-Startmenü

Windows-10-Logo

Microsoft Windows 10 wurde am 30. September 2014 angekündigt. Eine Technical Preview folgte einen Tag später. Während früher für jede Plattform ein eigenes Windows entwickelt wurde (Windows 8 für Desktop und Tablets, Windows RT für ARM-Tablets, Windows Phone 8 für Smartphones), deckt Windows 10 alle Plattformen ab, die grafische Benutzeroberfläche passt sich der Displaygröße sowie dem Gerätezweck an. Das Startmenü kommt in einer überarbeiteten Form zurück, bei mobilen Geräten ist es bildschirmfüllend. Es ersetzt somit wieder den aus Windows 8 und Windows Server 2012 bekannten Startbildschirm. Der Marktstart für Windows 10 war am 29. Juli 2015.

Windows-11-Logo

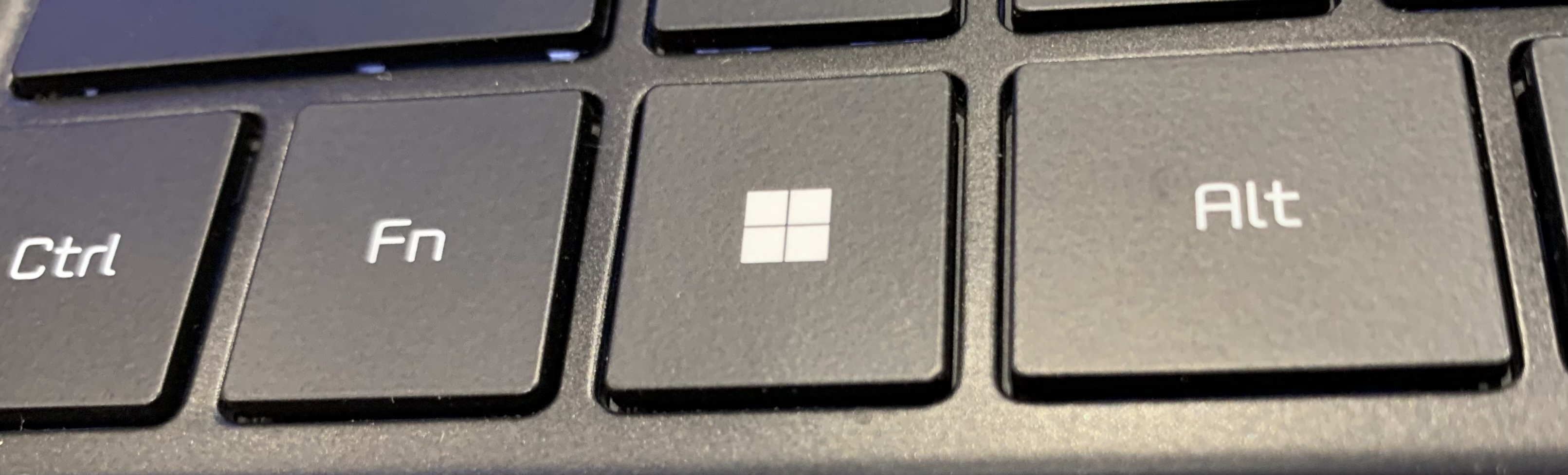
Windows-11-Taste

Microsoft Windows 11 wurde am 4. Oktober 2021 veröffentlicht. Es werden auch Android-Apps unterstützt. Das Startmenü ist in der Voreinstellung mittig auf der Taskleiste angeordnet.
Microsoft Windows on ARM ist eine vollständige Version von Windows 11, die auf der Arm-Architektur lauffähig ist. Sie ist der Nachfolger von Windows RT. Zusätzlich zu allen Funktionen des Betriebssystems bietet es spezielle, eingebaute Funktionen zur Übersetzung und Ausführung der meisten für Windows erhältlichen Software, die für die Prozessoren der x86- und x64-Architektur geschrieben wurde. Entwickler ruft Microsoft dazu auf, ihre Software auch für Windows on ARM zu portieren und herauszugeben.

### CE-Linie
Die CE-Linie wurde für mobile Geräte wie Pocket PCs, Smartphones und PDAs konzipiert und stellt eine eigene Produktlinie dar. Neben den hier aufgelisteten Versionen existieren weitere Versionen für einzelne Gerätetypen und Hauptprozessoren.

#### Windows CE
- Windows CE 1.0 (November 1996)
- Windows CE 2.0 (September 1997)
- Windows CE 3.0 (30. Juli 2000)
- Windows CE .NET 4.0 (1. April 2002)
- Windows CE 5.0 (31. August 2004)
- Windows CE 5.1 (Mai 2005, Bestandteil von Windows Mobile 5, nicht separat erhältlich)
- Windows CE 5.2 (Februar 2007, Bestandteil von Windows Mobile 6, nicht separat erhältlich)
- Windows Embedded CE 6.0 (1. November 2006)
- Windows Embedded CE 6.0 R2 (13. November 2007)
- Windows Embedded CE 6.0 R3 (3. Oktober 2009)
- Windows Embedded Compact 7 (1. März 2011)
- Windows Embedded Compact 2013 (Juni 2013)

#### Pocket PC
- Pocket PC
- Pocket PC 2001
- Pocket PC 2002

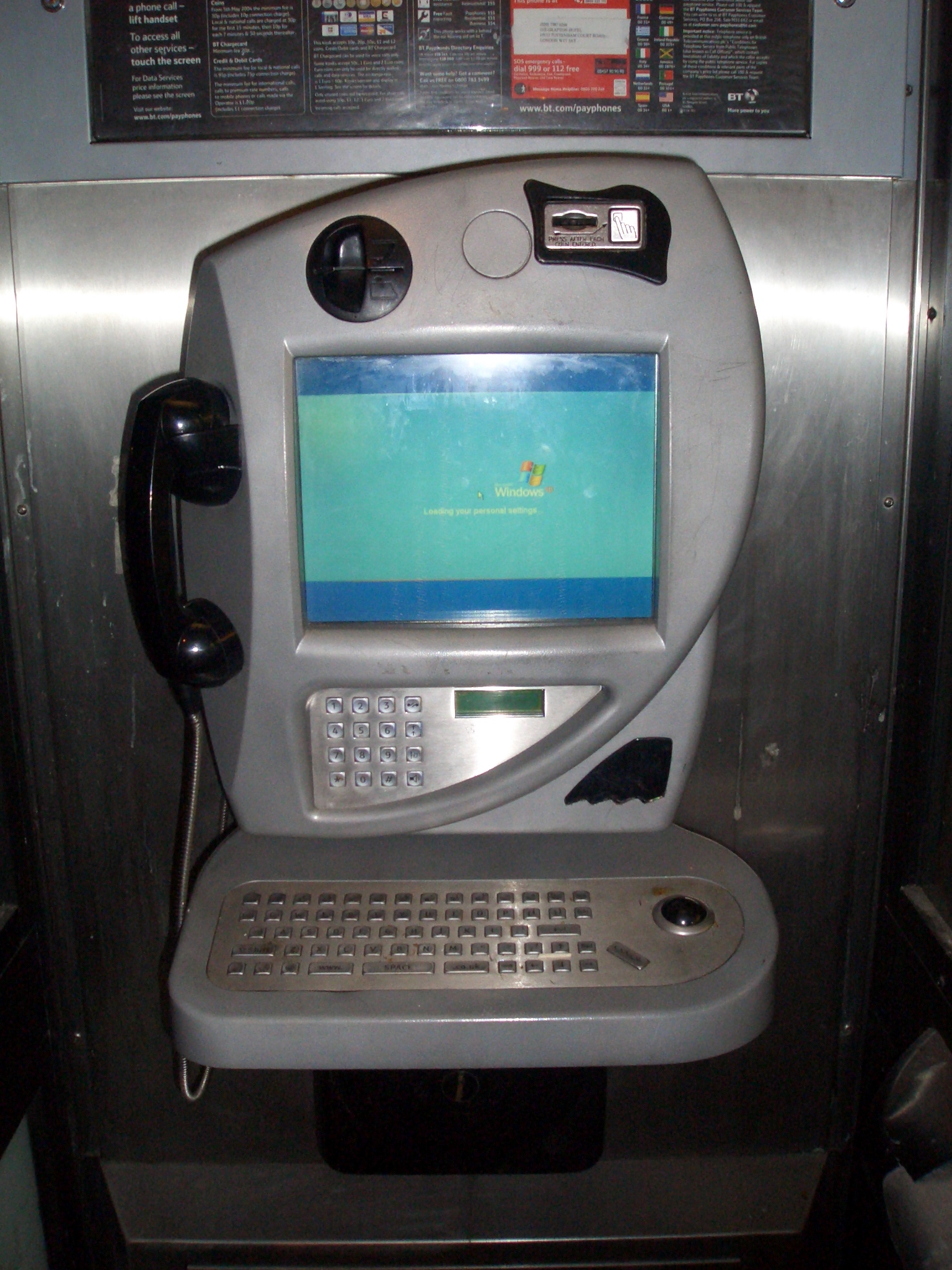
Öffentlicher Fernsprecher der British Telecom mit Bildschirm: Microsoft Windows XP wird gestartet.

  - Öffentlicher Fernsprecher der British Telecom mit Bildschirm: Microsoft Windows XP wird gestartet.Phone Edition mit Telefonfunktionen und für Smartphones ohne Touchscreen

#### Windows Mobile
- Windows Mobile 2003 für Pocket PC
  - Phone Edition mit Telefonfunktionen und für Smartphones ohne Touchscreen
- Windows Mobile 5.0
  - Phone Edition mit Telefonfunktionen und für Smartphones ohne Touchscreen
- Windows Mobile 6.0
  - Classic Edition für PDAs
  - Professional Edition für PDAs mit Telefonie-Funktion
  - Standard Edition für Smartphones
- Windows Mobile 6.1
  - Classic Edition für PDAs
  - Professional Edition für PDAs mit Telefonie-Funktion
  - Standard Edition für Smartphones
- Windows Mobile 6.5
  - Classic Edition für PDAs
  - Professional Edition für PDAs mit Telefonie-Funktion
  - Standard Edition für Smartphones

#### Windows Phone
- Windows Phone 7 – ist seit dem 21. Oktober 2010 erhältlich.[23]

Der Nachfolger Windows Phone 8 zählt nicht mehr zur CE-Linie, sondern zur NT-Linie durch die Verwendung des Windows-NT-Kernels.

#### Sonstige
- Windows Embedded Automotive

## Windows Server
Windows Server ist eine Reihe von Windows-Betriebssystemen der NT-Linie speziell für Server. Windows Server bietet im Unterschied zum regulären Windows einen erweiterten Funktionsumfang in Form von Serverdiensten wie z. B. Active Directory, DNS und DHCP.
Zu den Hauptversionen gehören:
- Microsoft Windows NT 3.1 Advanced Server
- Microsoft Windows NT 3.5 Server
- Microsoft Windows NT 3.51 Server
- Microsoft Windows NT Server 4.0
- Microsoft Windows 2000 Server
- Microsoft Windows Server 2003
- Microsoft Windows Small Business Server 2003
- Microsoft Windows Server 2003 R2
- Microsoft Windows Small Business Server 2003 R2
- Microsoft Windows Server 2008
- Microsoft Windows Small Business Server 2008
- Microsoft Windows Essential Business Server
- Microsoft Windows Home Server (2007)
- Microsoft Windows Server 2008 R2
- Microsoft Windows Small Business Server 2011
- Microsoft Windows Home Server 2011
- Microsoft Windows Server 2012
- Microsoft Windows Server 2012 R2
- Windows Server 2016
- Windows Server 2019
- Windows Server 2022
- Windows Server 2025

## Plattform
Das Konzept von Microsoft Windows ist es, durch eine weite Verbreitung und eine nahezu universale Unterstützung der diversen PC-Hardware eine möglichst binärkompatible Plattform für Anwendungsprogramme zu etablieren. Realisiert wird dies über die Win32-API und deren zahlreiche Erweiterungen, die einen einheitlichen Zugriff auf die vom Betriebssystem verwalteten Ressourcen auf den diversen unterschiedlichen Hardware-Konfigurationen bieten.
Seine Entwicklungssoftware, zu der Visual Studio und die MSDN-Entwicklerdokumentation bis heute gehören, vertrieb Microsoft zu einem Festpreis, bevor Microsoft zu einem Abo-Modell wechselte. Die Entwicklung von Anwendungen für Microsoft Windows ist durch eine kostenlose Community-Edition von Visual Studio, sowie durch VS Code und einer breiten Auswahl an Software von Drittherstellern, sowie einer offenen Dokumentation der Microsoft-Technologie im Internet, inzwischen günstiger oder auch völlig kostenfrei möglich. 

### Die Windows-PC-Plattform als Geschäft
Der Erfolg des IBM-kompatiblen PCs im Massenmarkt der Heimanwender und Büroanwendungen ist ohne das Windows-Betriebssystem von Microsoft nicht denkbar. Neue PC-Geräte wurden lange Zeit mit einem vorinstallierten Windows-Betriebssystem vertrieben (OEM); heute ist (auch aufgrund regulatorischer Anforderungen) der Erwerb einer separaten Windows-Lizenz mit einem PC erforderlich. Eine Kopie von Windows ist dann dem PC beigelegt oder wird als Service durch den PC-Vertrieb vorinstalliert. Die als System Builder bezeichnete OEM-Originalsoftware wird auch separat vertrieben; die früher erforderliche manuelle Eingabe von Lizenzschlüsseln wurde inzwischen von einem Verfahren abgelöst, in dem der Lizenzschlüssel im UEFI des PCs vorinstalliert ist und das Betriebssystem sich gegenüber Microsoft authentifiziert, sobald der PC eine Internetverbindung herstellt. Eine Neuinstallation des Betriebssystems erfordert nur noch selten die Eingabe eines Lizenzschlüssels. Hersteller von PC-Geräten wie HP, Lenovo oder Dell, installieren außerdem eine eigene Auswahl an Softwarepaketen vor. Dabei handelt es sich meistens um Shareware, Adware oder im Funktionsumfang eingeschränkte Software, die für den Kauf der Vollversion werben soll und deshalb in einer Vertriebspartnerschaft zwischen dem Softwarehersteller und dem PC-Hersteller vorinstalliert wurde.
Wie Microsoft Windows selbst hat auch zum Kauf angebotene Software für das Betriebssystem oft das Merkmal, proprietär zu sein, das heißt, ohne ihren frei nutzbaren Quellcode vertrieben zu werden; im Gegensatz zu den meisten Linux-Distributionen, wo das Vorliegen von veröffentlichtem Quellcode unter einer freien Lizenz oft Voraussetzung ist, damit Software in Paketen der Distribution aufgenommen wird. Mit den abnehmenden Auflagen von Fachmagazinen rund um den PC ging auch die Verbreitung von Shareware zurück, die den Zeitschriften auf einem Datenträger beigelegt war; im Bereich des kommerziellen Softwarevertriebs löst das cloudbasierte Abo-Modell die vormals üblichen Produktversionen zu einem Festpreis ab – einige Beispiele sind die Adobe Creative Suite oder Microsoft Office. Mit dem Microsoft Store etablierte der Hersteller einen Online-Vertriebskanal für Software zu seinem Betriebssystem. 
Ein Windows-System konnte lange Zeit nur mit (teils kostenpflichtigen) Antivirenprogrammen und Firewalls gegen geläufige Schadsoftware abgesichert werden, bis Microsoft Windows Defender und die Windows Firewall einführte. 

#### Portabilität
Die Abwärtskompatibilität der Windows-Plattform hatte lange Zeit höchste Priorität bei der Weiterentwicklung von Windows und war ein Grund für die Marktführerschaft von Microsoft. Prinzipiell sind Softwareprodukte für ältere Windows-Versionen auch auf neueren Versionen lauffähig. Einige Teile des Betriebssystems ändern sich über die Versionen hinweg nicht. Andere Teile bekommen einen neuen Aufbau, neue Funktionen oder werden anderweitig verändert; Microsoft hat deswegen eine stetig wachsende Menge anwendungsspezifischer Workarounds, sogenannte “Shims”, in jede neue Version von Windows integrieren müssen.
Für den Nutzer ergibt sich der Vorteil, dass er seine gewohnte Software in der gewünschten Version auch nach einem Windows-Upgrade weiterverwenden kann und er nicht auf eine Anpassung warten oder auf eine andere Software umsteigen muss.
Nachteil der stabilen, aber proprietären Windows-Plattform ist der Lock-in-Effekt, der einen Betriebssystemwechsel aufgrund mangelnder Interoperabilität unattraktiv macht. Durch die zunehmende Verbreitung von Apple-Geräten und Linux-Distributionen im Heimbereich veröffentlichen Softwarehersteller ihre Produkte zielgruppenorientiert auch für mehrere Plattformen. 

“The big value of Windows is the fact that it’s old technology that runs everyone’s apps. If we came out with an operating system that looked like Windows but couldn’t run your Windows apps, it wouldn’t be Windows. Nobody would want it.”

„Der große Mehrwert von Windows ist die Tatsache, dass es eine alte Technologie ist, auf der jedermanns Anwendungen laufen. Wenn wir ein Betriebssystem auf den Markt bringen würden, welches nach Windows aussieht, aber nicht Windows-Anwendungen ausführen könnte, wäre es nicht Windows. Niemand würde es wollen.“

Die Familie der Windows-Betriebssysteme besitzt die Marktführerschaft auf dem PC-Markt mit einem Anteil von 80 bis 90 % an verschiedenen Web-Statistiken über User Agents im Internet, gefolgt von Apple- und Linux-Betriebssystemen. 

## Sicherheit
Da zur Zeit der Entwicklung von Windows NT die heutige Relevanz des Internets von Microsoft falsch eingeschätzt wurde, vernachlässigte der Konzern zunächst die Internetsicherheit. Darüber hinaus wurde Windows bis Windows Server 2003 standardmäßig mit deaktivierten Sicherheitsoptionen ausgeliefert, und angreifbare (wenn auch nützliche) Dienste waren aktiviert. Im Juni 2005 hat Bruce Schneiers Counterpane Internet Security berichtet, dass sie mehr als 1000 neue Viren und Würmer für Windows-Systeme in den letzten sechs Monaten gesichtet hätten.
Um die Jahrtausendwende gab Microsoft bekannt, dass dem Thema Sicherheit fortan höchste Bedeutung zugemessen werde. Das dringend benötigte System für automatische Updates wurde erstmals mit Windows 2000 eingeführt. Das Ergebnis war, dass das Service Pack 2 für Windows XP und das Service Pack 1 für Windows Server 2003 sehr viel schneller von den Kunden installiert wurden, als das bei früheren Aktualisierungen der Fall war. Microsoft verteilt Sicherheitspatches über sein Windows Update System normalerweise einmal im Monat im Rahmen des sogenannten Patchdays.
Spätestens seit dem in den Medien sehr präsenten Computerwurm W32.Blaster und seinen Derivaten im Jahr 2003 hat Microsoft bei Windows Vista den zentralen Fokus auf die Internetsicherheit gelegt. Laut Eigenaussage von Microsoft hatte dies zur Folge, dass bei Vista nach seiner Einführung deutlich weniger Sicherheitslücken aktiv ausgenutzt worden seien als bei Windows XP und Vista deutlich seltener von Schadsoftware befallen worden sei. Die zusätzliche Sicherheit wird vor allem auf neu entwickelte Sicherheitsmaßnahmen wie die Benutzerkontensteuerung zurückgeführt, die jedoch auch Einschränkungen beim Bedienkomfort nach sich zieht.
Mit Windows 7 sind die Sicherheitsprobleme weiter zurückgegangen. Wegen der deutlichen Weiterentwicklung der Sicherheitsmaßnahmen weichen Angreifer inzwischen verstärkt auf Schwachstellen in Drittprogrammen aus.
Sicherheitsanalysen von Drittparteien

Eine Studie von Kevin Mitnick und der Agentur Avantgarde aus dem Jahre 2004 führte zu dem Ergebnis, dass eine ungepatchte Installation von Windows XP mit Service Pack 1 bereits nach vier Minuten von einer Infektion befallen wurde, wenn diese direkt mit dem Internet verbunden war (also auch aus dem Netz erreichbar war). Diese sehr kurze Zeit kommt unter anderem durch die fehlende Windows-Firewall in Kombination mit der Sicherheitslücke im Windows-RPC-Dienst zustande, aber auch durch ungünstige Standardeinstellungen. Seit Windows XP Service Pack 2 ist eine Firewall bereits integriert und standardmäßig aktiviert, sodass die Studie hier zu deutlich besseren Ergebnissen kommt.
Sicherheitsexperten von iSec kommen in einer auf der Black Hat 2011 präsentierten Studie zu dem Schluss, dass Windows 7 sicherer sei als macOS/Mac OS X/OS X. Letzteres weise im Netzwerk einige Schwächen auf. Die Autoren haben zwar hauptsächlich die Sicherheit von Mac OS X Leopard bis Lion getestet, kommen aber auch zu dem Ergebnis, dass Windows 7 sicherer sei als Mac OS X 10.7 „Lion“.

## Software
Das Betriebssystem unterstützt Programme, die für die Windows-Plattform und sein ABI entwickelt und gebaut wurden, direkt und mit Echtzeitgeschwindigkeit, das heißt ohne Verzögerung – hier wird von einer nativen Unterstützung gesprochen. Andere Programme, die gar nicht oder semi-nativ unterstützt werden, können zuvor von einer Laufzeitumgebung für das Betriebssystem übersetzt oder interpretiert werden. Hierzu zählt Software auf der Basis von .NET, des .Net-Frameworks, WinRT, UWP oder Java. Für Windows existiert neben der Win32-API mittlerweile eine Vielzahl an Schnittstellen, die frühere Schnittstellen ergänzen oder ablösen. Daneben gibt es Abstraktionsschichten verschiedener Integration, die von einer einfachen Übersetzung bis hin zur virtuellen Maschine reichen und den Betrieb von MS-DOS-, OS/2- oder Linux-Programmen ermöglichen.
Seit Windows Vista in der 64-Bit-Version müssen Gerätetreiber im Kernelmodus (auch als Ring 0 bekannt) von Microsoft digital signiert werden. Dieser Gestattungsprozess ist für Hersteller kostenpflichtig.

### Mitgelieferte Anwendungen
Microsoft nutzte seine Marktführerschaft mit der Windows-Plattform auch für seine Geschäftsstrategie, die Wettbewerbern den Zugang zu Schlüsselbereichen der Betriebssystemnutzung erschweren sollte. Der in einigen Windows-Versionen vorinstallierte Internet Explorer drängte den Netscape Navigator aus dem Markt (siehe Browserkrieg). Der Windows Media Player ist mit den meisten Mediendateiformaten verknüpft, sodass die Nutzung alternativer Abspielsoftware weniger attraktiv erscheint. Ebenfalls erschweren proprietäre Dateiformate Wettbewerbern den Zugang zu einem Markt, der ansonsten von Microsoft beherrscht wird. Relevantes Beispiel ist Bürosoftware im Wettbewerb mit Microsoft Office, das es nur für Windows gibt. 
Die enge Kopplung der Anwendungen Webbrowser (Internet Explorer), Media Player und Windows-Explorer zur Dateiverwaltung war Gegenstand langjähriger Rechtsstreitigkeiten mit Anbietern alternativer Anwendungsprogramme sowie mit Kartellbehörden. Diese Anbieter sahen in der engen Verzahnung der Anwendungsprogramme mit dem Betriebssystem einen ungerechtfertigten Wettbewerbsvorteil Microsofts. Mit Windows XP sowie mit dem Service Pack 3 für Windows 2000 ermöglichte Microsoft die Kopplung des Betriebssystems an alternative Anwendungsprogramme. Inzwischen ermöglicht das Betriebssystem generell die Festlegung beliebiger Standardverknüpfungen an einer zentralen Stelle des Betriebssystems.
Einige der mitgelieferten Anwendungen zu Windows 10 und 11, wie Rechner, Uhr, Terminal und Editor werden von Microsoft inzwischen unter einer Open-Source-Lizenz auf GitHub angeboten.

### Kryptografie-Kontroverse
Wegen seiner Proprietarität und Verschlossenheit wird dem Microsoft-Betriebssystem von verschiedenen Seiten in sicherheitsrelevanten Bereichen misstraut. Die Kryptografiebibliothek von Windows enthält zwei öffentliche Schlüssel; während der erste Schlüssel Microsoft gehört, war die Bedeutung des zweiten Schlüssels, der in allen Windows-Versionen seit Windows 95 OSR2 enthalten ist, zunächst unbekannt. Als das Service Pack 5 von Windows NT 4.0 veröffentlicht wurde und Microsoft vergaß, die Debugsymbole zu entfernen, fielen Entwicklern die Namen der zwei Schlüssel auf. Der erste Schlüssel hieß _KEY, der zweite  _NSAKEY. Dies löste Spekulationen aus, dass der zweite Key der National Security Agency (NSA) gehöre, die damit eigene Anwendungen signieren und Windows-Systeme kompromittieren könne. Microsoft veröffentlichte später eine Pressemitteilung, in dem es jeden Bezug des NSAKEY-Schlüssels zur Behörde NSA dementierte.
Entwicklern fiel in der Beta-Version von Windows 2000 ein dritter Schlüssel auf, was selbst die Windows-Entwickler überraschte. Microsoft betonte in einer Pressemitteilung, dieser Schlüssel signiere Cryptographic Service Provider zu Testzwecken.